# Obština Pordim
Obština Pordim (bulharsky Община Пордим) je bulharská jednotka územní samosprávy v Plevenské oblasti. Leží ve středním Bulharsku v Dolnodunajské nížině na úpatí Předbalkánu. Správním střediskem je město Pordim, kromě něj zahrnuje obština 7 vesnic. Žije zde necelých 6 tisíc stálých obyvatel.

## Sídla
- Borislav
- Kamenec[p 1]
- Katerica
- Odărne[p 1]
- Pordim[p 2] (sídlo správy)
- Totleben[p 1]
- Vălčitrăn[p 1]
- Zgalevo[p 1]

## Sousední obštiny
| Růžice kompasu | Pleven         |  | Levski  | Růžice kompasu |
| Růžice kompasu | Sever          |  |         | Růžice kompasu |
| Růžice kompasu | Obština Pordim |  |         | Růžice kompasu |
| Růžice kompasu | Jih            |  |         | Růžice kompasu |
| Růžice kompasu | Loveč          |  | Letnica | Růžice kompasu |

## Obyvatelstvo
V obštině žije 5 447 obyvatel a je zde trvale hlášeno 6 026 obyvatel. Podle sčítání 7. září 2021 bylo národnostní složení následující:
- Bulhaři: 4 526 (98.0 %)
- Turci: 77 (1.7 %)
- Romové: 1 (0.0 %)
- ostatní: 15 (0.3 %)

V období 2011 až 2021 v obštině ubylo 932 obyvatel.